# Kempiella
Genre
Kempiella est un genre d'oiseaux de la famille des Petroicidae.

## Liste des espèces
Selon le Congrès ornithologique international (ordre phylogénique), il comporte deux espèces :
- Kempiella griseoceps – Miro à pattes jaunes
- Kempiella flavovirescens – Miro olive